# Cratere Zadeni
Zadeni  è un cratere sulla superficie di Cerere.